# پیسوری
پیسوری (به لاتین: Pissouri) یک روستا در قبرس است که در ناحیه لیماسول واقع شده‌است.

## خصوصیات
پیسوری ۱٬۰۳۳ نفر جمعیت دارد.